# Shahrestān-e Dezfūl
Shahrestān-e Dezfūl (persiska: شهرستان دزفول, دزفول) är en delprovins (shahrestan) i Iran. Den ligger i provinsen Khuzestan, i den centrala delen av landet, 400 km sydväst om huvudstaden Teheran.
Delprovinsen hade 443 971 invånare 2016.